# Ludwig Hohl
Ludwig Hohl (nascut el 9 d'abril de 1904 a Netstal, † el 3 de novembre de 1980 a Ginebra, lloc d'origen Grub) fou un escriptor suís en llengua alemanya. Fora del mainstream literari, va passar la major part de la seva vida en la pobresa extrema. Encara és desconegut per al gran públic, però ha estat elogiat per diversos autors reconeguts per la seva redacció i el seu pensament radical sobre la vida i la literatura.

## Biografia
Ludwig Hohl era fill d'un pastor. Va assistir a l'escola cantonal de Frauenfeld, que va haver d'abandonar abans d'hora a causa de la suposada mala influència sobre els seus companys de classe. Mai va treballar en una professió ordinària i va passar la major part de la seva vida en la pobresa i patint d'alcoholisme. Durant molts anys va viure només amb els pocs diners que obtenia per les seves petites contribucions als diaris, així com per donacions d'amics. De 1924 a 1937 va viure fora de Suïssa, primer a París (1924-1930), a continuació a Viena (1930/31) i a La Haia (1931-1937). Alguns coneguts d'aquests anys van ser sobre tot el fotògraf Heinrich Heidersberger i els escriptors Eduard Zak, Albin Zollinger i Rudolf Jakob Humm.
Després va tornar a Suïssa i va viure primer a Biel/Bienne i a continuació a Ginebra, de 1954 a 1974, en un apartament soterrani al barri de classe obrera de La Jonction. En la seva joventut, va ser un àvid alpinista, i en anys posteriors va posar èmfasi en l'exercici regular. Va reflectir ambdues coses, tant en la seva obra com en l'excessiu consum d'alcohol que volia utilitzar per augmentar la seva productivitat. Va estar casat cinc vegades, inclòs un matrimoni amb la pintora Hanny Fries, i va tenir una filla. En els seus últims anys, la seva situació financera va millorar, però va patir diverses malalties i va morir el 1980 d'una malaltia inflamatòria de les cames. Està enterrat al Cementiri dels Reis a Ginebra, així com la seva última esposa, Madeleine Hohl-de Weiss (1916-1993).
Les obres de Hohl mai no van aconseguir èxit comercial; va publicar diversos obres ell mateix. Els seus petits ingressos provenien de les seves contribucions per a revistes i periòdics, així com suport privat i públic. Als anys quaranta i cinquanta, va emprendre accions legals contra el seu editor que es va negar a imprimir el segon volum del seu Notizen (vegeu més avall) perquè el primer volum havia venut menys de dues-centes còpies. Hohl va guanyar, la qual cosa, segons algunes fonts, va millorar substancialment la posició dels autors davant els editors davant la jurisdicció suïssa, però el segon volum es va vendre malament. A la dècada de 1970, finalment va aconseguir un cert reconeixement del món literari. Siegfried Unseld, cap de la prestigiosa editorial alemanya Suhrkamp Verlag, havia estat presentat a Hohl per Adolf Muschg i Unseld i Hohl van acordar un contracte per a una nova edició de les obres de Hohl. En 1970 i 1976, Hohl va ser guardonat amb premis per la Schweizerische Schillerstiftung; el 1978 va rebre un premi especial dedicat al centenari del naixement de Robert Walser, i el 1980 va guanyar el Petrarca-Preis. La propietat literària de Ludwig Hohl està arxivada als Arxius literaris suïssos a Berna. La Fundació Ludwig Hohl, amb seu a Zúric, s'encarrega de la cura, el desenvolupament, la recerca i d'ampliar la difusió de la seva obra.

## Obres
Hohl va publicar alguns poemes i relats. La seva millor obra de ficció pot ser la narració Bergfahrt (el mot alemany "Bergfahrt", literalment muntar la muntanya, és un terme antic per a "escalada"), que va escriure el 1926, es va reescriure diverses vegades durant les següents dècades. Va aparèixer per primera vegada el 1975. La narrativa descriu l'intent de dos joves molt diferents per escalar una muntanya, i es pot interpretar com una paràbola.
Menys conegut que el seu treball narratiu són una sèrie d'escrits en què les qüestions filosòfiques es tracten de manera notable d'una manera poc convencional. No obstant això, Hohl va subratllar que els suposats aforismes estan estretament relacionats entre si. Aquests inclouen Nuancen und Details, Die Notizen i Daß fast alles anders ist.
Molts consideren Die Notizen oder Von der unvoreiligen Versöhnung com l'obra mestra de Hohl. El títol es podria traduir com a Les notes o la reconciliació no prematura. Hohl el va escriure el 1934-36; els problemes amb el seu editor (vegeu més amunt) van retardar-ne la publicació fins al 1954; es va tornar a publicar, amb alguns afegits i en un volum, el 1981, pocs mesos després de la seva mort. El volum es divideix en dotze parts (amb títols com 'Sobre la feina', 'Sobre l'escriptura', 'Sobre la mort') que consisteixen en centenars de "notes" numerades en forma d'assaigs curts, aforismes, citacions, poemes, patrons per a contes, etc.
Hohl va insistir que aquestes notes no són una col·lecció dispar però tenen una connexió interior profunda. El pensament principal que hi ha darrere és que només hi ha un veritable significat de la vida, és a dir, l'exercici de les pròpies forces creatives. Això Hohl ho anomena 'Arbeit' ("treball", "feina"). Aquesta 'feina' inclou els conceptes filosòfics de coneixement i acció, que es converteixen en un en la persona que treballa. Hohl també polemitza contra les masses de persones que no "treballen" d'aquesta manera, però estan molt ocupades intentant "evitar" tal treball veritable. Hohl personifica aquesta manca de vida defectuosa en el seu antagonista, 'der Apotheker' ("L'apotecari") o 'Herr Meier' ("Senyor Mitjana").
Un segon volum amb format similar no es va publicar fins després de la mort de Hohl. Es titula Von den hereinbrechenden Rändern ('Sobre les vores que es tanquen') o simplement 'Nachnotizen' ('Després de les notes').
Hohl citava sovint els pocs autors i pensadors pels quals sentia una profunda admiració, com ara Goethe, Lichtenberg, Montaigne i Spinoza. Qualificava els escrits de Goethe com el "pa de cada dia". L'opinió de Hohl era que ja s'havien dit moltes coses bones i que no podia millorar la manera en què aquests pensadors les havien dites, però que era important tornar a pensar-les per a un mateix.
Hohl va rebutjar la major part de la literatura perquè no era producte de la "feina". Entre els pocs escriptors que va elogiar es troben Honoré de Balzac, Marcel Proust, Karl Kraus i Katherine Mansfield.

## Influència
A hores d'ara, la influència de Hohl continua sent extremadament limitada. La majoria de les seves obres es troben exhaurides. No obstant això, hi ha hagut diversos autors que han elogiat l'escriptura de Hohl, inclosos els autors suïssos Friedrich Dürrenmatt, Max Frisch i Adolf Muschg així com l'escriptor austríac Peter Handke.

## Citacions famoses[2][3]
- Die Bibliothek genügt nicht als Wissen / La biblioteca no és suficient per al coneixement.
- Ich will nie mehr sagen, dass ich ein Werk fertig habe: alles ist Werk / Mai vull dir que he acabat una feina: tot és feina.
- Kunst und Leben sind ein und dasselbe / L'art i la vida són un i el mateix.
- Der Geist schafft nicht, er verdeutlicht / La ment no crea, aclareix.
- Ein größeres Wunder als ein richtig gewähltes Wort gibt es nicht / No hi ha cap miracle major que una paraula correctament escollida.
- Ich habe keine Zeit ist immer gelogen. Jeder hat pro Tag genau 24 Stunden, und er setzt sie für das ein, was ihm wichtig ist. Wer keine Zeit sagt, meint keine / No tinc temps sempre és una mentida. Tothom té exactament les 24 hores del dia, i les utilitza pel que li preocupa. Qui diu que no té temps no vol dir res.
- Ärger ist wie Säure. Er zerfrißt vor allem das Gefäß, in dem er sich befindet / La ira és com l'àcid: es menja sobretot l'ampolla que la conté.
- Ein gewisses Maß an Selbstzweifeln ist immer ein Zeichen erhöhter Intelligenz / Un cert grau de dubtes sobre un mateix és sempre un signe d'elevada intel·ligència.